# 13 + 3
13 + 3 es un álbum que contenía los éxitos más grandes de Al Bano & Romina Power. Contenía la versión en francés de la canción "We'll Live It All Again" con la que el dueto participó en Eurovisión de 1976, "Diálogo" y "Des Nuits Entières" de sus primeros álbumes, "U.S. America" que es la versión en inglés de la famosa canción "Con Un Paio Di Blue Jeans". Además incluía nuevos temas en francés: "Enlacés Sur Le Sable" y "Et Je Suis À Toi".

## Canciones
Cara A
1. "T'Aimer Encore Une Fois"
2. "Des Nuits Entières"
3. "Enlacés Sur Le Sable"
4. "Sognando Copacabana"
5. "Diálogo"
6. "Se Ti Raccontassi"
7. "Mai Mai Mai"
8. "U.S. America"

Cara B
1. "Et Je Suis À Toi"
2. "Agua De Fuente"
3. "My Man, My Women"
4. "Paolino Maialino"
5. "Un Uomo Diventato Amore"
6. "Il Pianto Degli Ulivi"
7. "Na Na Na"
8. "T'Aimer Encore Une Fois (Italian Versión)"